# II. Merititesz
II. Merititesz ókori egyiptomi hercegnő volt a IV. dinasztia idején, Hufu fáraó lánya. Anyja talán I. Merititesz, akit említenek sírjában. Férje Ahethotep, a palota intézője, akivel közös sírja a gízai G 7650 masztabasír.

## Családja
Merititeszt az alapján azonosítják Hufu lányaként, hogy viselte „ király vér szerinti lánya” címet, sírja elhelyezkedése pedig arra utal, Hufu családtagja volt. Merititesz Hufu, Hathor és Neith papnője volt. Férje, Ahethotep a palota intézője, emellett olyan címeket viselt, mint az „egyetlen társ”, a „Nehen lelkeinek papja” és „a halászok/madarászok elöljárója”. Sírjukban számos gyermeküket ábrázolják. Egy korábban a McGregor gyűjtemény részét képező, ma Lisszabonban lévő kőtömbön két lányát említik, az egyikük neve II. Hotepheresz, a másiknak a neve csak részben maradt fenn, Hhufu[…].

## Sírja
Ahethotep és Merititesz sírja, a gízai G 7650 kőből épült masztaba, melynek áldozatbemutatásra szolgáló belső helyisége díszített. Ahethotepet feleségével és szolgáival ábrázolják, az egyik jelenetben két lánya kíséri. A C aknában palotahomlokzattal díszített vörösgránit szarkofágot találtak. Merititesz fivére, Hafré uralkodása alatt hunyt el.

## Fordítás
- Ez a szócikk részben vagy egészben  a   Meritites II című angol Wikipédia-szócikk ezen változatának fordításán alapul.  Az eredeti cikk szerkesztőit annak laptörténete sorolja fel. Ez a jelzés csupán a megfogalmazás eredetét és a szerzői jogokat jelzi, nem szolgál a cikkben szereplő információk forrásmegjelöléseként.